# Корган, Билли
Уильям Патрик Ко́рган (англ. William Patrick Corgan; 17 марта 1967, Элк-Гроув, Иллинойс, США) — американский рок-музыкант и предприниматель, промоутер рестлинга, лидер групп The Smashing Pumpkins и Zwan.

## Биография
Родился 17 марта 1967 года в городе Элк Гроув, штат Иллинойс. Отец, Билл Корган-старший, был блюзовым гитаристом, и так маленький Билли впервые познакомился с музыкой. К 14-летнему возрасту он уже сам начал играть на гитаре, называя потом хард-роковые группы Cheap Trick и Van Halen как оказавшие на него наибольшее влияние.
В 1985 году Корган собрал свою первую группу, которая называлась The Marked и играла музыку в стиле готический металл. Дав несколько концертов в районе Чикаго, группа вскоре перебралась в Сент-Питерсберг, штат Флорида, чтобы продолжить свою карьеру. Однако переезд не принес особой удачи, группа распалась, а Корган вернулся в родительский дом.
Работая в магазине музыкальных записей, Корган начал по частям собирать свою новую группу, которой предстояло стать знаменитыми Smashing Pumpkins. Корган подружился с гитаристом Джеймсом Иха и бас-гитаристкой D’Arcy, и трио стало давать выступления в барах и клубах вокруг Чикаго. Вместо барабанщика группа прибегала к помощи драм-машины, однако по совету друга Корган обратился к местному ударнику Джимми Чемберлину, игравшему в стиле джаз-фьюжн, который немедленно получил место в Smashing Pumpkins. Одно из первых выступлений новообразованный квартет провел на разогреве у Jane's Addiction. Как и The Marked, новая группа Коргана смешивала мрачный альтернативный звук с «металлическим», однако также придавала своей музыке психоделический и экспериментальный характер.
Несколько синглов, выпущенных на независимых лейблах, помогли Smashing Pumpkins привлечь внимание звукозаписывающей фирмы «Кэролайн рекордс», которая заключила с группой контракт и в 1991 году выпустила её дебютный альбом, называвшийся Gish. С каждым последующим альбомом — Siamese Dream (1993), двойной Mellon Collie (1995) группа наращивала популярность. Песни Smashing Pumpkins также появились в известных фильмах «Одиночки», «Шоссе в никуда», «Бэтмэн и Робин», а Билли Корган написал музыку к картинам «Стигматы» и «Выкуп» (1996). Кроме того, Корган выступил в роли продюсера при записи альбомов других исполнителей, таких как Рик Оказек и группа Hole.
После распада Smashing Pumkins в 2000 году многие ждали от Коргана начала сольной карьеры, однако музыкант вскоре объявил о своем новом проекте, группе Zwan. В состав нового коллектива вошёл барабанщик Джимми Чемберлин, а также гитарист Мэтт Суини (из группы Chavez) и басист Дэвид Пахо (группы Papa M и Slint). Вскоре Пахо переключился на гитару, его прежнее место заняла басистка Паз Ленчантин из A Perfect Circle, и квинтет выпустил свой дебютный альбом Mary Star of the Sea в январе 2003 года. Однако уже к осени группа распалась из-за внутренних конфликтов. Тогда Корган объявил о начале сольной карьеры.
Вышедший в 2005 году сольный альбом Билли Коргана под названием The Future Embrace получил смешанные отзывы в прессе и разошёлся относительно небольшим тиражом. В том же году Корган выкупил целые полосы в двух ведущих газетах Чикаго, чтобы объявить о своем намерении возродить Smashing Pumpkins. Через несколько дней Чемберлин откликнулся на предложение, и в апреле 2006 года группа была официально возрождена, приняв в состав новых участников. После продолжительной работы в студии и гастролей группы, в 2007 году был выпущен альбом Zeitgeist, моментально взлетевший на вторую строчку в национальном хит-параде. Кроме того, в этом же году Корган по приглашению Рудольфа Шенкера принял участие в записи нового альбома Scorpions, Humanity: Hour I, исполнив часть вокальной партии в песне The Cross.
Летом 2008 года компания Fender выпустила подписную модель гитары Billy Corgan Stratocaster.
Летом 2009 года Корган сформировал группу Spirits in the Sky.
Летом 2011 года Билли Корган вместе с группой Smashing Pumpkins записывает альбом Oceania, заявляя, что это «альбом-в-альбоме», имея в виду работу «Teargarden By Kaleidyscope».
Летом 2014 года Корган выпустил альбом экспериментальных записей AEGEA, записанный им весной 2007 года. Тираж составил 1000 экземпляров на виниле. Siddhartha сборник вышедший на 5 виниловых пластинках, вышел зимой 2016 года. Также летом 2014 года Билли Корган вместе с группой Smashing Pumpkins записал девятый студийный альбом группы, Monuments to an Elegy. В записи также приняли участие Томми Ли и Джефф Шредер. Альбом вышел в декабре 2014 года.

## Карьера в рестлинге

### Resistance Pro Wrestling (2011—2014)
В 2011 году Корган основал независимый рестлинг-промоушен в Чикаго под названием Resistance Pro Wrestling. Два года спустя, в 2013 году, он снялся в рекламе мебели Walter E. Smithe, используя эту платформу для продвижения своей рестлинг-компании.
В марте 2014 года стало известно, что Корган ведет переговоры с американским телеканалом AMC о создании несюжетного реалити-сериала о Resistance Pro. Предполагалось, что в нём Корган возьмет на себя творческое руководство независимой рестлинг-компанией.

### Total Nonstop Action Wrestling (2015—2016)
В апреле 2015 года Корган был объявлен новым старшим продюсером по креативу и развитию рестлеров в Total Nonstop Action Wrestling (TNA), где его роль заключалась в «разработке персонажей и создании сюжетных линий», что он назвал сбывшейся мечтой. В августе 2016 года Корган занял пост нового президента промоушена.
В ноябре 2016 года Корган покинул TNA после споров о несвоевременной оплате труда. В 2016 году он одолжил деньги компании Anthem Sports & Entertainment для финансирования TNA. 11 ноября Корган подписал мировое соглашение с Anthem — TNA и Anthem объявили, что будут возвращать TNA заём Коргана.

### National Wrestling Alliance (с 2017)
1 мая 2017 года было сообщено, что Корган согласился приобрести National Wrestling Alliance (NWA), включая название, права, торговые марки и чемпионские пояса. Сделка была закрыта 1 октября 2017 года. Корган сформировал новое руководство организации вместе с Дэйвом Лаганой.

## Личная жизнь
В 1993 году Билли Корган женился на художнице Крис Фабиан, но в 1997 году они развелись.
С 2010 года Билли встречался с Джесс Орильяссо из The Veronicas, но 20 июня 2012 года они расстались.
16 ноября 2015 года у Коргана и его девушки Хлои Мендель родился сын Огастус Джуппитер Корган. 2 октября 2018 года у пары родилась дочь Филомена Клементина Корган.